# Waw (Hebreeuwse letter)
De waw, wav of waaw is de zesde letter uit het Hebreeuws alfabet. De historische uitspraak van de letter waw zou dicht bij de [w] liggen.
In Modern Hebreeuws is de tendens om deze letter (wanneer het een medeklinker is) als [v] of [β] uit te spreken.
Als leesmoeder wordt de letter, wanneer men een puntje boven de waw zet (cholem) als een o uitgeproken, en wanneer het puntje in het midden van de hoogte van de letter staat (sjoeroek), als een "oe" [u:].
De transcriptie volgens Sofeer  gebruikt als regel de v; de w wordt gebruikt aan het begin van woorden en bij woorden waarin de schrijfwijze met w een diep gewortelde traditie is.

## Numerieke waarde
De letters van het Hebreeuws alfabet komen ook overeen met cijfers, de waw is de Hebreeuwse zes. Om grote getallen weer te geven worden de Hebreeuwse cijfers bij de tientallen of honderdtallen waarna ze worden geschreven opgeteld. Het getal zestien is een uitzondering: dit wordt niet gevormd door jod+waw (10+6), waardoor de heilige combinatie van de naam van God JHWH kan ontstaan, maar door tet+zayin, (טז ,9+7).

## Nederlands-Jiddische spelling en uitdrukkingen
In het Nederlands-Jiddisch wordt de letter als woof, wof, woow of wov gespeld. In het Jiddisch zijn er verschillende uitdrukkingen ontstaan:
- Jom woof, oftewel vrijdag (letterlijk de zesde dag)
- De hei voor de woow sparen, oftewel zich vergeefse moeite besparen

## Betekenis
Het woord waw betekent in het Hebreeuws haak. De letter heeft dan ook, zeker in de oorspronkelijk paleo-hebreeuwse vorm die op het fenicisch lijkt, de vorm van een haak.
De waw komt als leesmoeder voor in de Hebreeuwse naam Emmanuël (עמנואל), die dan ook als Emanoeël gespeld zou kunnen worden.
א · ב · ג · ד · ה · ו · ז · ח · ט · י · כ · (ך) · ל · מ · (ם) · נ · (ן) · ס · ע · פ · (ף) · צ · (ץ) · ק · ר · ש · ת 

alef · beet · gimel · dalet · hee · waw · zajien · chet · tet · jod · kaf · -sofiet · lamed · mem · -sofiet · noen · -sofiet · samech · ajien · pee · -sofiet · tsaddie · -sofiet · koef · reesj · sjien · tav